# Philodendron straminicaule
Philodendron straminicaule är en kallaväxtart som beskrevs av Thomas Bernard Croat. Philodendron straminicaule ingår i släktet Philodendron och familjen kallaväxter. Inga underarter finns listade.